# ISO 3166-2:GH
ISO 3166-2:GH è uno standard ISO che definisce i codici geografici delle suddivisioni del Ghana; è un sottogruppo dello standard ISO 3166-2.
I codici, assegnati alle 16 regioni del paese, sono formati da GH- (sigla ISO 3166-1 alpha-2 dello stato), seguito da due lettere.

## Codici
| Codice | Regione               |
| ------ | --------------------- |
| GH-AF  | Ahafo                 |
| GH-AH  | Ashanti               |
| GH-BO  | Bono                  |
| GH-BE  | Bono Est              |
| GH-CP  | Centrale              |
| GH-AA  | Grande Accra          |
| GH-NE  | Nord Est              |
| GH-WN  | Nordoccidentale       |
| GH-WP  | Occidentale           |
| GH-UW  | Occidentale Superiore |
| GH-EP  | Orientale             |
| GH-UE  | Orientale Superiore   |
| GH-OT  | Oti                   |
| GH-SV  | Savannah              |
| GH-NP  | Settentrionale        |
| GH-TV  | Volta                 |